# Giro del Piemonte 1980
Il Giro del Piemonte 1980, sessantottesima edizione della corsa, si svolse il 14 settembre 1980 su un percorso di 223 km. La vittoria fu appannaggio dell'italiano Gianbattista Baronchelli, che completò il percorso in 5h04'41", precedendo i connazionali Wladimiro Panizza e Giovanni Battaglin.
Sul traguardo di Limone Piemonte 36 ciclisti, su 93 partiti da Torino, portarono a termine la competizione. 

## Ordine d'arrivo (Top 10)
| Pos. | Corridore                | Squadra            | Tempo    |
| ---- | ------------------------ | ------------------ | -------- |
| 1    | Gianbattista Baronchelli | Bianchi-Piaggio    | 5h04'41" |
| 2    | Wladimiro Panizza        | Gis Gelati         | a 55"    |
| 3    | Giovanni Battaglin       | Inoxpran           | s.t.     |
| 4    | Bernt Johansson          | Magniflex-Olmo     | a 1'59"  |
| 5    | Luciano Loro             | Hoonved-Bottecchia | s.t.     |
| 6    | Josef Fuchs              | Gis Gelati         | a 2'05"  |
| 7    | Stefano D'Arcangelo      | Magniflex-Olmo     | s.t.     |
| 8    | Alfio Vandi              | Famcucine          | a 2'42"  |
| 9    | Silvano Cervato          | Gis Gelati         | a 3'10"  |
| 10   | Corrado Donadio          | Famcucine          | a 3'15"  |